# Atletica leggera ai Giochi della XXX Olimpiade - Salto con l'asta femminile

Video ufficiale della Finale

Ai Giochi della XXX Olimpiade, la competizione del salto con l'asta femminile si è svolta il 4 e il 6 agosto presso lo Stadio Olimpico di Londra.

## Presenze ed assenze delle campionesse in carica
Per i campionati europei si considera l'edizione del 2010.
| Competizione         | Atleta             | Prestazione | Londra 2012 |
| -------------------- | ------------------ | ----------- | ----------- |
| Olimpiadi 2008       | Elena Isinbaeva    | 5,05        | Presente    |
| Commonwealth 2010    | Alana Boyd         | 4,40 m      | Presente    |
| Europei 2010         | Svetlana Feofanova | 4,75 m      | Presente    |
| Panamericani 2011    | Yarisley Silva     | 4,75 m      | Presente    |
| Mondiali 2011        | Fabiana Murer      | 4,85 m      | Presente    |
|                      |                    |             |             |
| Mondiali junior 2008 | Valeriija Volik    | 4,40 m      | Non selez.  |

## La gara
Fabiana Murer, la campionessa mondiale in carica, non va oltre i 4,50 e fallisce la qualificazione alla finale. Un'altra atleta molto attesa, la russa Svetlana Feofanova (oro mondiale nel 2003) è fuori perché, disturbata dal vento, ha sbagliato i tre salti d'entrata. 
Le Qualificazioni sono terminate a 4,55: cinque cm in meno della misura richiesta. Nella finale, disputata in una fredda giornata, anch'essa disturbata da raffiche di vento, solo quattro atlete vanno oltre questa misura.
A 4,55 entrano in gara le atlete più quotate. Subito Elena Isinbaeva commette un errore, che recupera saltando la misura successiva. 

A 4,65 accedono in sei: un tentativo è sufficiente per la Isinbaeva, per Yarisley Silva (Cuba) e per Silke Spiegelburg (Ger). La statunitense Jennifer Suhr passa la misura e rimane in testa alla classifica provvisoria.

A 4,70 rimangono in cinque. Suhr, Silva e Isinbaeva passano alla prima prova. Le altre due, dopo aver sbagliato, chiedono la misura successiva, ma vengono eliminate.

A 4,75 tutte sbagliano la prima prova. La Suhr è ancora in testa poiché Silva e Isinbaeva hanno sbagliato la misura d'entrata (che per la cubana è stata 4,45). La statunitense e la cubana valicano l'asticella al secondo tentativo, mentre l'Isinbaeva sbaglia ancora. La russa prova a passare alla misura successiva.

A 4,80 Elena Isinbaeva ha un solo tentativo. Ma per lei non è serata e si deve accontentare del bronzo. Anche le sue rivali sbagliano la misura.
Jennifer Suhr vince per minor numero di errori rispetto a Yarisley Silva.

Yarisley Silva eguaglia il proprio record nazionale cubano, stabilito l'anno precedente.

## Risultati

### Qualificazioni
Sabato 4 agosto, ore 10:20 BST.
Passano alla finale gle atlete che superano i 4,60 m o le prime 12 classificate.
Gruppo A
| Pos | Atleta               | Paese         | Salti | Salti | Salti | Salti | Salti | Risultato | Note |
| Pos | Atleta               | Paese         | 4,10  | 4,25  | 4,40  | 4,50  | 4,55  | Risultato | Note |
| --- | -------------------- | ------------- | ----- | ----- | ----- | ----- | ----- | --------- | ---- |
| 1   | Yarisley Silva       | Cuba          | --    | --    | --    | O     | O     | 4,55 m    | q    |
| 1   | Jennifer Suhr        | Stati Uniti   | --    | --    | --    | --    | O     | 4,55 m    | q    |
| 3   | Lisa Ryzih           | Germania      | --    | --    | O     | XO    | O     | 4,55 m    | q    |
| 4   | Vanessa Boslak       | Francia       | --    | O     | XO    | O     | XO    | 4,55 m    | q    |
| 4   | Holly Bleasdale      | Gran Bretagna | --    | --    | XO    | O     | XO    | 4,55 m    | q    |
| 4   | Martina Strutz       | Germania      | --    | O     | O     | XO    | XO    | 4,55 m    | q    |
| 7   | Alana Boyd           | Australia     | --    | O     | XXO   | XXO   | XO    | 4,55 m    | q    |
| 8   | Monika Pyrek         | Polonia       | --    | O     | O     | XXX   |       | 4,40 m    |      |
| 9   | Anastasiya Shvedova  | Bielorussia   | --    | XO    | O     | --    | XXX   | 4,40 m    |      |
| 10  | Jillian Scwartz      | Israele       | O     | XXO   | O     | XXX   |       | 4,40 m    |      |
| 11  | Tomomi Abiko         | Giappone      | O     | O     | XXX   |       |       | 4,25 m    |      |
| 11  | Tina Šutej           | Slovenia      | O     | O     | XXX   |       |       | 4,25 m    |      |
| 11  | Angelica Bengtsson   | Svezia        | --    | O     | XXX   |       |       | 4,25 m    |      |
| 14  | Ekateríni Stefanídi  | Grecia        | XO    | O     | XXX   |       |       | 4,25 m    |      |
| 15  | Minna Nikkanen       | Finlandia     | O     | XO    | XXX   |       |       | 4,25 m    |      |
| 15  | Anastasija Savčenko  | Russia        | --    | XO    | XXX   |       |       | 4,25 m    |      |
| 17  | Li Ling              | Cina          | --    | XXO   | XXX   |       |       | 4,25 m    |      |
| 18  | Choi Yun-hee         | Corea del Sud | XO    | XXX   |       |       |       | 4,10 m    |      |
| 18  | Maria Leonor Tavares | Portogallo    | XO    | XXX   |       |       |       | 4,10 m    |      |
| 20  | Ganna Shelekh        | Ucraina       | XXO   | --    | XXX   |       |       | 4,10 m    |      |

Gruppo B
| Pos | Atleta                 | Paese         | Salti | Salti | Salti | Salti | Salti | Risultato | Note |
| Pos | Atleta                 | Paese         | 4,10  | 4,25  | 4,40  | 4,50  | 4,55  | Risultato | Note |
| --- | ---------------------- | ------------- | ----- | ----- | ----- | ----- | ----- | --------- | ---- |
| 1   | Elena Isinbaeva        | Russia        | --    | --    | --    | O     | O     | 4,55 m    | q    |
| 2   | Anna Rogowska          | Polonia       | --    | --    | XO    | XO    | O     | 4,55 m    | q    |
| 3   | Silke Spiegelburg      | Germania      | --    | --    | --    | O     | XO    | 4,55 m    | q    |
| 4   | Becky Holliday         | Stati Uniti   | --    | XO    | XXO   | O     | XO    | 4,55 m    | q    |
| 5   | Jirina Ptácniková      | Rep. Ceca     | -     | -     | XO    | XO    | XXO   | 4,55 m    | q    |
| 6   | Stélla-Iró Ledáki      | Grecia        | XXO   | O     | XO    | O     | XXX   | 4,50 m    | =    |
| 7   | Fabiana Murer          | Brasile       | --    | --    | --    | XO    | XXX   | 4,50 m    |      |
| 8   | Lacy Janson            | Stati Uniti   | --    | O     | O     | XXX   |       | 4,40 m    |      |
| 9   | Mélanie Blouin         | Canada        | O     | O     | XXX   |       |       | 4,25 m    |      |
| 9   | Nikoléta Kiriakopoúlou | Grecia        | --    | O     | XXX   |       |       | 4,25 m    |      |
| 11  | Nicole Büchler         | Svizzera      | XXO   | O     | XXX   |       |       | 4,25 m    |      |
| 12  | Kate Dennison          | Gran Bretagna | --    | XO    | XXX   |       |       | 4,25 m    |      |
| 12  | Natalija Kušč-Mazuryk  | Ucraina       | --    | XO    | XXX   |       |       | 4,25 m    |      |
| 14  | Marion Lotout          | Francia       | XXO   | XXX   |       |       |       | 4,10 m    |      |
| -   | Liz Parnov             | Australia     | XXX   |       |       |       |       | nm        |      |
| -   | Dailis Caballero       | Cuba          | XXX   |       |       |       |       | nm        |      |
| -   | Caroline Bonde Holm    | Danimarca     | XXX   |       |       |       |       | nm        |      |
| -   | Tori Pena              | Irlanda       | XXX   |       |       |       |       | nm        |      |
| -   | Svetlana Feofanova     | Russia        | --    | --    | XX-   | X--   |       | nm        |      |

### Finale
| Primatista mondiale   | 5,06       | Elena Isinbaeva | Presente |
| Primatista stagionale | 4,77 (9/6) | Fabiana Murer   | Presente |

1. ↑  Record stabilito nel 2009.
2. ↑  Alla data del 20 luglio 2012.

| Pos     | Atleta            | Età | Paese         | Salti | Salti | Salti | Salti | Salti | Salti | Salti | Risultato | Note |
| Pos     | Atleta            | Età | Paese         | 4,30  | 4,45  | 4,55  | 4,65  | 4,70  | 4,75  | 4,80  | Risultato | Note |
| ------- | ----------------- | --- | ------------- | ----- | ----- | ----- | ----- | ----- | ----- | ----- | --------- | ---- |
| Oro     | Jennifer Suhr     | 30  | Stati Uniti   | --    | --    | O     | --    | O     | XO    | XXX   | 4,75 m    |      |
| Argento | Yarisley Silva    | 25  | Cuba          | --    | XO    | O     | O     | O     | XO    | XXX   | 4,75 m    | =    |
| Bronzo  | Elena Isinbaeva   | 30  | Russia        | --    | --    | X--   | O     | O     | XX-   | X--   | 4,70 m    |      |
| 4       | Silke Spiegelburg | 26  | Germania      | --    | --    | O     | O     | X--   | XX-   |       | 4,65 m    |      |
| 5       | Martina Strutz    | 31  | Germania      | --    | XO    | O     | X--   | XX-   |       |       | 4,55 m    |      |
| 6       | Jirina Ptácniková | 26  | Rep. Ceca     | O     | XXO   | XX-   | X--   |       |       |       | 4,45 m    |      |
| 6       | Holly Bleasdale   | 21  | Gran Bretagna | --    | XXO   | XXX   |       |       |       |       | 4,45 m    |      |
| 6       | Lisa Ryzih        | 24  | Germania      | --    | XXO   | XXX   |       |       |       |       | 4,45 m    |      |
| 9       | Becky Holliday    | 32  | Stati Uniti   | XO    | XXO   | XXX   |       |       |       |       | 4,45 m    |      |
| 10      | Vanessa Boslak    | 30  | Francia       | XO    | XXX   |       |       |       |       |       | 4,30 m    |      |
| 11      | Alana Boyd        | 28  | Australia     | XXO   | XXX   |       |       |       |       |       | 4,30 m    |      |
| -       | Anna Rogowska     | 31  | Polonia       | --    | XXX   |       |       |       |       |       | nm        |      |